# Peluchefilia
Peluchefilia é a preferência por ter experiências sexuais com animais de pelúcia. As pessoas que possuem essa parafilia se masturbam com animais de pelúcia ou têm relações com outras pessoas disfarçadas desses animais.